# Brachydesmus incisus
Brachydesmus incisus är en mångfotingart som beskrevs av Pius Strasser 1966. Brachydesmus incisus ingår i släktet Brachydesmus och familjen plattdubbelfotingar. Inga underarter finns listade i Catalogue of Life.